# Grand Fleet
Grand Fleet (deutsch Große Flotte) ist der Name der während des Ersten Weltkrieges umbenannten britischen Home Fleet. Zunächst wurde sie von dem Admiral John Jellicoe befehligt. Ihm folgte 1917 der Admiral David Beatty nach.

## Geschichte
Vor Beginn des Krieges bestand die Home Fleet aus der Ersten, Zweiten und Dritten Flotte – also praktisch alle Schiffe in heimischen Gewässern, die bei Kriegsausbruch mobilisiert werden sollten. Die Erste Flotte umfasste das 1., 2., 3., und 4. Kampfgeschwader, das 1., 2., 3., und 4. Kreuzergeschwader, das 1. Leichte Kreuzergeschwader sowie die 1. bis 4. Zerstörerflottille. Die Zweite Flotte umfasste das 5., 6., 7. und 8. Kampfgeschwader, das 5. und 7. Kreuzergeschwader sowie eine Flottille mit Torpedobooten. Die Dritte Flotte bestand aus dem 7. und 8. Kampfgeschwader, 7., 8. 9., 10., 11., und 12. Kreuzergeschwader. Mit Beginn des Krieges wurden diese dann unter dem neuen Namen Grand Fleet unter dem Kommando von Admiral John Jellicoe zusammengefasst.
Die Grand Fleet nahm neben der Skagerrakschlacht u. a. am Gefecht auf der Doggerbank, am Seegefecht bei Helgoland (1914) und der Aktion vom 19. August 1916 teil.
Im Zuge der Invergordon-Meuterei vom 15. – 16. September 1931, die auf einigen Schiffen der Atlantic Fleet, dem Nachfolger der Grand Fleet, ausbrach, wurde 1932 beschlossen, die Atlantic Fleet wieder in Home Fleet zurück zu benennen, um den Makel der Meuterei in der Atlantic Fleet loszuwerden.